# Leonard Proniewicz
Leonard Marian Proniewicz – polski chemik, profesor nauk chemicznych.

## Życiorys
W 1976 ukończył studia chemiczne na Uniwersytecie Jagiellońskim, w 1983 obronił pracę doktorską, w 1993 habilitował się na podstawie pracy zatytułowanej Badania strukturalne adduktów tlenowych mataloporfiryn metodami spektroskopii oscylacyjnej. W 2002 uzyskał tytuł profesora nauk chemicznych.
Został zatrudniony na Uniwersytecie Jagiellońskim i w Państwowej Wyższej Szkole Zawodowej w Tarnowie.

## Odznaczenia
- Złoty Krzyż Zasługi (2001)[4]